# Scaphochlamys pseudoreticosa
Scaphochlamys pseudoreticosa là một loài thực vật có hoa trong họ Gừng. Loài này được Ooi Im Hin, Kalu Meekiong và Wong Sin Yeng miêu tả khoa học đầu tiên năm 2017.

## Mẫu định danh
Mẫu định danh: I.H. Ooi & K. Jeland OIH83; thu thập ngày 12 tháng 1 năm 2014 ở cao độ 40 m, tọa độ 1°22′36,5″B 110°11′32,2″Đ / 1,36667°B 110,18333°Đ, Seromah, huyện Bau, tỉnh Kuching, bang Sarawak, Malaysia. Holotype lưu giữ tại Cục Lâm nghiệp bang Sarawak ở Kuching (SAR).

## Từ nguyên
Tính từ định danh pseudoreticosa là để chỉ sự tương đồng bề ngoài của loài này với S. reticosa.

## Phân bố
S. penyamar chỉ được biết đến từ khu vực lấy mẫu trong huyện Bau, tỉnh Kuching, bang Sarawak, Malaysia. Loài này sinh sống trên đất đen mollisol trong rừng trên đá vôi karst nhiều bóng râm, cao độ ~40 m.

## Mô tả
Địa thực vật thân thảo, sống lâu năm, có thân rễ, cao tới ~15 cm. Thân rễ bò lan trên mặt đất, đường kính ~5 mm, vỏ màu nâu từ nhạt tới vừa, ruột màu trắng ánh vàng. Các chồi lá cách nhau ~1–25 mm, 1 lá, không thấy cây non; cuống lá dài 5–9 cm, có rãnh, màu xanh lục từ nhạt tới ánh vàng, nhẵn nhụi, đáy hình gối, màu trắng tới xanh lục nhạt; bẹ không lá ~3, dài 0,7–3,2 cm, màu xanh lục nhạt, nhẵn nhụi, khô khi già; bẹ lá dài ~1,5 cm, dạng màng, màu trắng, nhẵn nhụi, khô và xé vụn khi già; lưỡi bẹ khó thấy; phiến lá 6–9 × 4,5–6 cm, hình trứng, gần dạng da, mép nguyên tới hơi gợn sóng, đáy hình tim, đỉnh nhọn; mặt gần trục nửa bóng, màu xanh lục từ nhạt tới vừa, nhẵn nhụi, gân giữa lõm, màu xanh lục vừa, nhẵn nhụi, các gân bên chính hơi nổi, các gân bậc ba hơi nổi; mặt xa trục màu xanh lục nhạt, thưa lông tơ, gân giữa nổi, màu xanh lục vừa, có lông tơ, các gân bên chính khó thấy. Cụm hoa dài 6–7 cm, mọc từ gần đáy lá bên trong các bẹ lá, ken chặt, bao gồm ~4 xim hoa bọ cạp xoắn ốc, mỗi xim 2 hoa mọc trên cuống cụm hoa; cuống cụm hoa dài ~2–3 cm, màu trắng ánh lục, nhẵn nhụi, được các bẹ không lá khô quắt bao phủ; lá bắc ~4, kích thước ~18 × 5 mm, sắp xếp xoắn ốc, hình mác, dạng màng, màu lục nhạt ánh nâu, thưa lông tơ, đỉnh nhọn thon, mỗi lá bắc đỡ 2 hoa; lá bắc con 2, dài ~15 mm, ngắn hơn lá bắc nhưng hầu như không phân biệt được với lá bắc, màu lục nhạt ánh nâu; hoa dài 3,6–4 cm, mùi tương tự như mùi mô của Etlingera elatior; đài hoa dài 12–13 mm, màu trắng, thưa lông tơ, đỉnh nhọn; ống hoa dài 26–30 mm, thưa lông tơ, màu trắng; các thùy tràng hoa dài 7–8 mm, hình mác, nhẵn nhụi, màu trắng ánh vàng, đỉnh nhọn, có nắp; nhị lép dài 4–6 mm, hình từ thẳng đến hơi mác ngược, mặt gần trục có lông tuyến, màu vàng nhạt, đỉnh từ nhọn đến thuôn tròn; cánh môi 8–10 × 7–9 mm, hình thìa, mặt gần trục có lông tuyến, màu trắng ở đáy và màu tím cho đến đỉnh, dải giữa màu vàng nhạt, đỉnh 2 thùy, khía răng cưa ~3 mm, các thùy đôi khi hơi xếp chồng; nhị ~4,5 × 2 mm, có lông tuyến, màu trắng; chỉ nhị dài ~0,5 mm; mô vỏ bao phấn dài ~3,5 mm, đôi khi với cựa ngắn ở đáy, mào dài ~0,5 mm; đầu nhụy dài dưới 1 mm, hình chùy, với 2 bướu ở lưng, lỗ nhỏ có lông rung, hướng về phía trước; vòi nhụy dài ~32 mm, màu trắng, thưa lông tơ; bầu nhụy dài ~2 mm, 1 ngăn, có lông tơ, màu lục nhạt, noãn đính đáy; tuyến trên bầu 2, dài ~1 mm, rời, hình kim, màu trắng ánh vàng. Không thấy quả và hạt.
Nhóm Petiolata được xác định bằng cụm hoa chen chúc chặt, sắp xếp xoắn ốc, các lá bắc dạng màng, các lá bắc con tương tự như lá bắc, với lá bắc con thứ nhất ngắn hơn lá bắc, 2 gờ lưng rất mờ nhạt, hoa nhỏ, dài ~4 cm với cánh môi chủ yếu có màu tím dài ~1 cm và quả có vỏ quả ngoài nhẵn. Nhóm này chỉ giới hạn ở phía tây Sarawak, gồm 10 loài là S. argentea, S. biru, S. durga, S. hasta, S. multifolia, S. nigra, S. petiolata, S. pseudoreticosa, S. reticosa, S. stenophylla.
S. pseudoreticosa là tương tự như S. reticosa nhưng khác ở chỗ mặt xa trục của phiến lá thưa lông tơ (so với nhẵn nhụi), các gân bậc ba ở mặt gần trục có thể nhìn thấy ở dạng mắt lưới khảm mờ nhạt nhưng không nổi (so với mắt lưới khảm nổi rõ), các lá bắc thưa lông tơ màu xanh lục nhạt ánh nâu (so với nhẵn nhụi màu nâu nhạt) và bầu nhụy có lông tơ vừa phải màu xanh lục nhạt (so với rậm lông tơ và màu trắng). Ngoài ra, cựa bao phấn có thể có hoặc không ở S. pseudoreticosa nhưng luôn luôn không có ở S. reticosa.